# 순간
순간(瞬間) 또는 찰나(刹那)는 물리학과 과학철학에서 통과가 즉각적인 시간의 무한소 간격을 의미한다. 영어로는 인스턴트(instant)라고 한다. 일반적으로 '순간'은 "매우 짧은 시공간 또는 지점"으로 정의된다.
2020년 10월 기준으로, 통제되는 측정에서 증명된 가장 작은 시간 간격은 397 젭토초(397 × 10-21초)이다.

## 같이 보기
- 무한소
- 현재